# Lactariusvis
De Lactariusvis (Lactarius lactarius) is een straalvinnige vis uit de familie van Lactariidae, orde van baarsachtigen (Perciformes). De vis kan een lengte bereiken van 40 centimeter.

## Synoniemen
- Scomber lactarius Bloch & Schneider, 1801
- Lactarius burmanicus Lloyd, 1907
- Lactarius delicatulus Valenciennes, 1833

## Leefomgeving
Lactarius lactarius komt voor in zoute en brakke tropische wateren in de Grote en Indische Oceaan op een diepte van 15 tot 90 meter.

## Relatie tot de mens
Lactarius lactarius is voor de visserij van aanzienlijk commercieel belang. In de hengelsport wordt er weinig op de vis gejaagd.
Voor de mens is Lactarius lactarius ongevaarlijk.